# Ermitage de Wachet
L’ancien ermitage de Wachet (appelé aujourd’hui chapelle Notre-Dame du Refuge) se trouve à deux kilomètres du village belge de Saint-Léger dans la province de Luxembourg, entre Virton et Arlon. Construit durant la seconde moitié du XVIIe siècle et occupé jusqu'en 1968 l'ermitage, sa chapelle avec le chemin de croix extérieur sont classés au patrimoine immobilier de Wallonie. 

## Ermitage ancien
Un ermite, c'est-à-dire un moine vivant seul, se trouve déjà à Wachet lorsque, en 1559, la réorganisation des structures ecclésiastiques des Pays-Bas espagnols conduit à la création du diocèse de Namur. Wachet fait partie du nouveau diocèse. Un document de cette même année en atteste.
Une nouvelle chapelle, avec pièces attenantes pour l’ermite en résidence, fut construite durant la seconde moitié du XVIIe siècle. La consécration de la chapelle a lieu en 1678 (comme en fait foi la niche millésimée au-dessus de la porte d’entrée). Elle est dédiée à Notre-Dame du Refuge. Les ermites s‘y succèdent sans interruption jusqu’en 1783, date à laquelle la réforme religieuse du ‘despote éclairé’, Joseph II, supprime les monastères et couvents dits ‘inutiles’ (c’est-à-dire tout ce qui est vie religieuse contemplative) dans les Pays-Bas autrichiens. L’ermitage est supprimé.
À la suite de la confiscation des biens d’église lors de la présence révolutionnaire française en Belgique l’ermitage fut mis en vente comme ‘bien national’ en 1800. On ne sait s’il fut acheté. L’ermitage est en tout cas négligé et quasi abandonné jusqu’en 1838. 

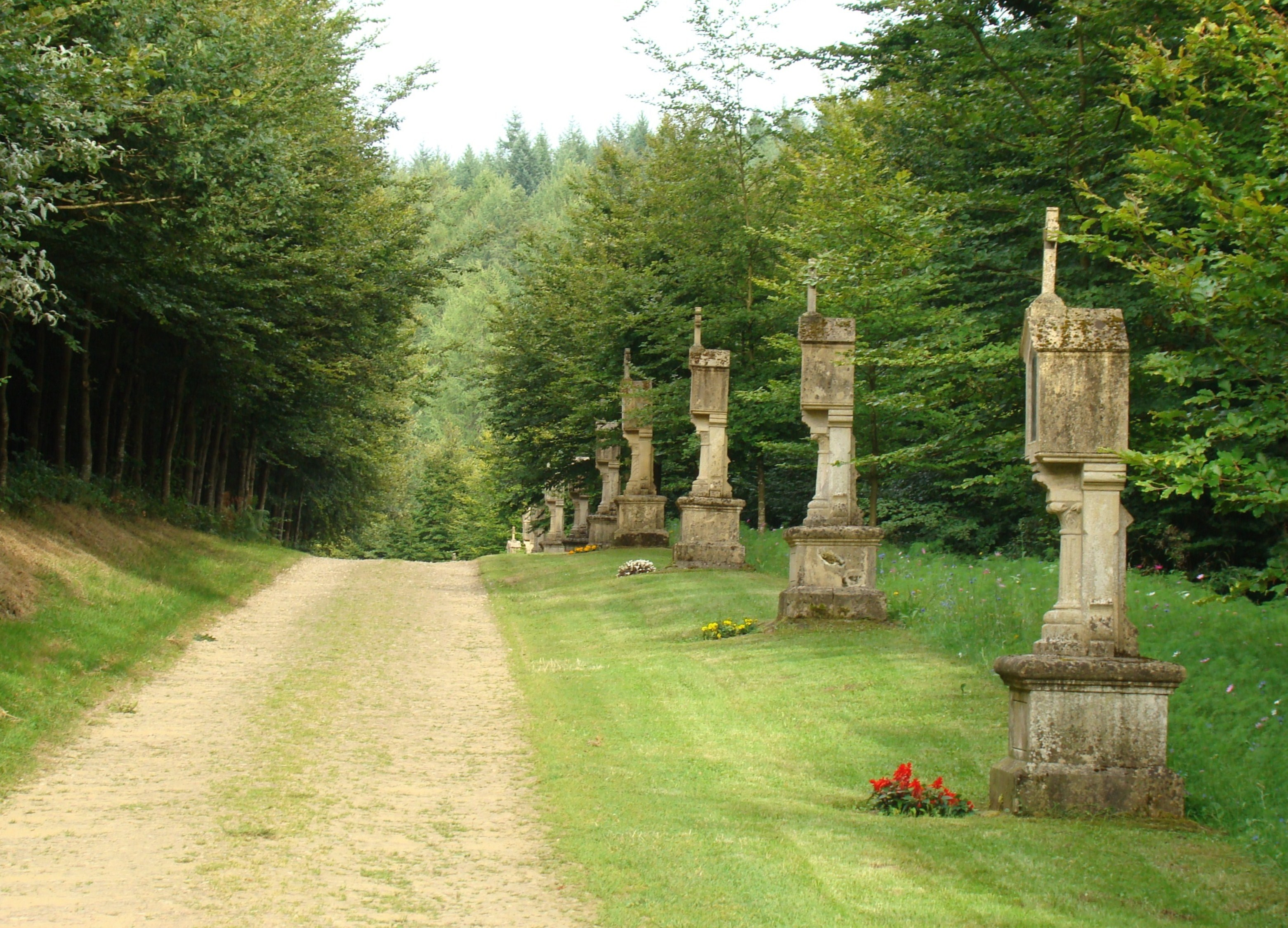
Le chemin de croix conduisant à la chapelle de l'ermitage

## Histoire récente (Notre-Dame-du-Refuge)
En 1838 une première restauration majeure a lieu : toiture, chœur et autel sont refaits. La chapelle est rendue au culte. En 1842, 14 stations d’un chemin de croix sont érigées sur le sentier qui conduit à la chapelle de l’ancien ermitage. Les lieux sont habités par une famille qui se charge de l’entretien. À la fin du XIXe siècle, les pèlerinages à ‘Notre-Dame du Refuge’ se développant, un nouveau chemin de croix en pierre du pays, remplace l’ancien. Les stations, quatorze potales de trois mètres de haut, sont œuvres de tailleurs de pierre de Saint-Léger, les frères Depienne et Joseph Deveaux. 
Les derniers habitants quittent Wachet en 1944. La commune prend en charge l’ancien ermitage. La pièce d’habitation principale est transformée en sacristie. Quelques dépendances sont démolies. Seule restent la chapelle ‘Notre-Dame du Refuge’ et son chemin de croix extérieur. De nouvelles restaurations sont entreprises en 1950 et 1979. En 1981 le chœur de la chapelle et la sacristie sont sérieusement endommagés par un incendie. Les dégâts sont rapidement réparés. 
Depuis deux siècles environ, le jour de l’Assomption (15 août) une grande procession se rend à la chapelle Notre-Dame-du-Refuge. L’ensemble, chapelle et chemin de croix, est classé comme monument et site au patrimoine de Wallonie (1992).  

## Classement
Patrimoine classé (1992, no 85034-CLT-0002-01)